# Winsum (Friesland)
Winsum is een dorp in de gemeente Waadhoeke, in de Nederlandse provincie Friesland. Winsum ligt tussen Dronrijp en Wommels, ingeklemd tussen de N384, de N359 en de Franekervaart. Winsum heeft een relatief gevarieerd bedrijfsleven en veel werkgelegenheid.
In 2023 telde het dorp 1.030 inwoners. De buurtschappen Schildum en Weakens hebben dezelfde postcode als Winsum. In het zuidoosten ligt de Meamerter Polder met de voormalige buurtschappen Langwerd en Memerd.

## Geschiedenis
Winsum is van oorsprong een terpdorp met een van de hoogste terpen van Friesland. Vanaf de 13e eeuw werd de plaats geschreven als Winshyum,  Winsem, Winzim en Winsum. De plaatsnaam verwijst mogelijk naar de woonplaats van de persoon Winika.
Op de terp staat de Mariakerk, die dateert uit de 16e eeuw.
Tot de gemeentelijke herindeling in 1984 lag Winsum in de voormalige gemeente Baarderadeel, waarvan Mantgum de hoofdplaats was. Daarna lag de plaats tot 2018 in de gemeente Littenseradeel.

## Molen
Ongeveer 400 meter ten zuidoosten van Winsum staat de poldermolen Langwert.

## Sport
In het dorp wordt sinds 1957 elk jaar op de tweede zaterdag van augustus over de Sint-Jabik het Friese kampioenschap fierljeppen gehouden, mede georganiseerd door de lokale fierljeppenvereniging. Daarnaast heeft het dorp een kaatsvereniging.

## Onderwijs
Het dorp heeft een  basisschool met de naam It Bynt. De school is ontstaan uit de fusie van twee oudere basisscholen uit het dorp.

## Bevolkingsontwikkeling
| 1940 | 1950 | 1960 | 1970 | 1980 | 1990 | 1995 | 1998 | 2000 | 2003 | 2004 | 2018 | 2019 | 2021 | 2023 |
| ---- | ---- | ---- | ---- | ---- | ---- | ---- | ---- | ---- | ---- | ---- | ---- | ---- | ---- | ---- |
| 598  | 693  | 815  | 948  | 965  | 1002 | 1009 | 1016 | 991  | 1077 | 1086 | 1025 | 1030 | 1025 | 1030 |

## Geboren in Winsum
- Jo Meynen (1901-1980), politicus
- Douwe Tamminga (1909-2002), dichter en vertaler